# Limburg (Verenigd Koninkrijk der Nederlanden)
Limburg was een van de provincies van het Verenigd Koninkrijk der Nederlanden en besloeg het gebied van de huidige Nederlandse en Belgische provincies Limburg.

## Geschiedenis
De provincie ontstond in 1815 uit het voormalige Franse departement Nedermaas en delen van het Roerdepartement.
Bij het Congres van Wenen ging het Roerdepartement naar Pruisen, maar tevens werd besloten dat de Benedenmaas geheel binnen het nieuwe Verenigd Koninkrijk der Nederlanden zou komen. Hiervoor stond Pruisen het kanton Horst (H), Sittard (S) en in het noorden een strook aan de rechteroever van de Maas (R) af aan de Nederlanden. In ruil verkreeg Pruisen Nederkruchten (N). In 1817 vonden bij het Traktaat van Aken nog enige veranderingen plaats. Naast enige kleine grenscorrecties gingen Tegelen (T) en Melick (M) naar de Nederlanden, in ruil ging 's-Hertogenrade (H) naar Pruisen.
Het was de bedoeling dat deze provincie naar haar hoofdstad Maastricht zou gaan heten. Koning Willem I der Nederlanden wilde echter niet dat de naam Limburg verloren ging, en zo werd de nieuwe provincie vernoemd naar het vroegere hertogdom Limburg, waarvan het relatief kleine, meer zuidelijk gelegen kerngebied na 1648 tot de Spaanse, later Oostenrijkse Nederlanden had behoord. Het oude hertogdom Limburg, zelf ook in meerderheid Limburgstalig, kwam vrijwel geheel in de Waalse provincie Luik te liggen en verloor zo het verband met de nieuwe provincies die zijn naam hadden overgenomen. Alleen in het noorden van het hertogdom was er enige overlapping met de nieuwe provincie Limburg.
Bij de inwerkingtreding van het Verdrag van Londen in 1839 werd de provincie opgesplitst in een Belgische provincie Limburg en een nieuw hertogdom Limburg, dat pas later (in 1866) de Nederlandse provincie Limburg werd.

### Arrondissementen
Bestuurlijk was de provincie opgedeeld in de arrondissementen Roermond, Maastricht en Hasselt. De arrondissementen waren groter dan de huidige drie Vlaams-Limburgse arrondissementen: zo bestond het arrondissement Maastricht ook uit Tongeren en omgeving.

### Gouverneurs
| Termijn   | Naam                                            | Politieke kleur | Afbeelding |
| --------- | ----------------------------------------------- | --------------- | ---------- |
| 1815-1828 | Charles de Brouckère (1757-1850)                | orangist        |            |
| 1828-1831 | Maximilien Henri Ghislain de Beeckman Libersart |                 |            |

## Belgisch bestuur
Na de Belgische Opstand van 25 augustus 1830 kwam geheel Limburg met uitzondering van de vesting Maastricht en de gemeente Mook, in welke plaatsen een regeringsgarnizoen gelegerd was, tot 1839 onder Belgisch bestuur met zetel te Hasselt te staan. Het Maasleger van de opstandige generaal Daine (vóór de Opstand de provinciale commandant in Limburg) werd op 9 november 1830 in Roermond binnengelaten en op 11 november werd hij in Venlo met open armen ontvangen. De stad Maastricht bleef in regeringshanden: het regiment stond onder bevel van de regeringsgetrouwe militair commandant luitenant-generaal Bernard Dibbets.

### Opsplitsing
Na tien jaar status quo erkende koning Willem I de Belgische onafhankelijkheid en ondertekende hij het Verdrag van Londen, waarmee het in werking trad - België had het verdrag al in 1832 ondertekend. Hierdoor moest België het oostelijk deel van Limburg aan Nederland afstaan en ontstonden de twee huidige gelijknamige provincies.
De afstand door België van Oost-Limburg aan de koning van Nederland was bedoeld als compensatie aan de Duitse Bond voor de afstand van West-Luxemburg aan België. Luxemburg was namelijk geen provincie van het Verenigd Koninkrijk der Nederlanden geweest, maar een groothertogdom van de Duitse Bond, waarvan de koning van Nederland in personele unie groothertog was. De Duitse Bond verloor dus het overwegend Franstalige West-Luxemburg en kreeg daarvoor Oost-Limburg terug, als nieuw hertogdom met koning Willem I als hertog. Pas in 1866, bij de opheffing van de Duitse Bond, zou Oost-Limburg officieel een provincie van Nederland worden.
In ruil voor de afstand van de oostelijke helft van Limburg verkreeg België het recht op een spoorverbinding door Nederlands Limburg naar Duitsland: de IJzeren Rijn.
Antwerpen · Drenthe · Friesland · Gelderland · Groningen · Henegouwen · Holland · Limburg · Luik · Namen · Noord-Brabant · Oost-Vlaanderen · Overijssel · Utrecht · West-Vlaanderen · Zeeland · Zuid-Brabant (1831 Brabant)

Personele unie met: Groothertogdom Luxemburg